# اچ‌ام‌اس لیتلهام (ام۲۷۰۷)
اچ‌ام‌اس لیتلهام (ام۲۷۰۷) (به انگلیسی: HMS Littleham (M2707)) یک کشتی بود که طول آن ۱۰۶ فوت ۶ اینچ (۳۲٫۴۶ متر) بود. این کشتی در سال ۱۹۵۴ ساخته شد.